# Saint-Jean-aux-Bois (Oise)
Saint-Jean-aux-Bois is een gemeente in het Franse departement Oise (regio Hauts-de-France) en telt 281 inwoners (2011). De plaats maakt deel uit van het arrondissement Compiègne.

## Geografie
De oppervlakte van Saint-Jean-aux-Bois bedraagt 24,5 km², de bevolkingsdichtheid is 13,2 inwoners per km².
De onderstaande kaart toont de ligging van Saint-Jean-aux-Bois (Oise) met de belangrijkste infrastructuur en aangrenzende gemeenten.

## Demografie
Onderstaande figuur toont het verloop van het inwonertal (bron: INSEE-tellingen).